# 登沙河街道
登沙河街道，是中华人民共和国辽宁省大連市金州区下辖的一个乡镇级行政单位。

## 行政区划
登沙河街道下辖以下地区：
正阳社区、南关社区、姜家社区、北关社区、排子社区、海头社区、白家社区、段家社区、高家社区、旗杆社区、程家社区、范家社区、丛家社区、马蹄子社区、阿尔滨社区和蔡家社区。